# Ljodahattr
Versmåttet ljodahattr, egentligen ljóðaháttr (fornisländska), där varje strof består av sex versrader. Rad 1 och 2 allittererar (med en huvudförekomst i rad 2 och oftast två stödförekomster av samma begynnelseljud i rad 1), och detsamma gör raderna 4 och 5. I rad 3 finns två allitererade ord; men denna allitteration är inte kopplad till övriga rader. Detsamma gäller sista raden.
Ljodahattr kan därför uppfattas som en variant av fornyrdislag, där versraderna 3–4 och 7–8 i en åttaradig vers parvis ersatts av vardera en allittererad rad. De mest bekanta exemplen på versmåttet är vissa strofer ur Havamal, exempelvis följande:
| Byrði betri berr-at maðr brautu at en sé mannvit mikit; vegnest verra vegra hann velli at an sé ofdrykkja öls. Guðni Jónssons utgåva | Bättre börda man bär ej på vägen än mycket mannavett. Sämre vägkost man ej släpar över fältet än övermått utav öl. Erik Brates tolkning |  |